# Darbar
Darbar (també durbar) era el nom que es donava a l'Índia a la cort dels sobirans tributaris protegits. Com que a vegades el poder d'aquestos sobirans era de caràcter absolut, el nom de darbar es podia donar al mateix sobirà i el seu govern (no als ministres, sinó govern en sentit de règim).